# 秦穆公
秦穆公（前705年—前621年），部份記載中被稱為秦繆公，嬴姓，名任好，春秋時代秦國國君。在位三十九年（前659年－前621年），諡号穆，在《史记》中被认定为春秋五霸之一。
秦穆公非常重视人才，其任内获得了百里奚、蹇叔、丕豹及公孫枝等賢臣的辅佐，曾协助晉文公回到晋国夺取君位。周襄王時出兵攻打蜀国和其他位于隴東及隴西一帶的国家，開地千里，因而周襄王任命他為西方諸侯之伯，遂称霸於西戎。

## 生平
秦德公之少子，秦宣公、秦成公之弟，他任用百里奚、蹇叔和由余为谋臣，击败晋国，俘晋惠公，灭梁、芮两国。扶持晋文公，实现秦晋联盟。晋文公死后，联盟瓦解，秦晋对抗。后在前627年崤之战（今河南三门峡东南）、前625年彭衙之战（今陕西白水东北）两次被晋军大败，秦东进的路被晋牢牢地扼住。
秦穆公三十六年（前624年），秦穆公亲自率兵讨伐晋国，渡过黄河以后，将渡船全部焚毁，表示誓死克敌的决心。秦军夺得王官（今山西闻喜西）和郊。晋军拒不出战，秦军从茅津渡过黄河，到南岸崤地，在当年的战场为战死的将士堆土树立标记，然后回国。转而向西方发展，秦国在函谷关以西一带称霸，史称“称霸西戎”。“兼国十二，开地千里”（《韩非子·十过篇》）。
秦穆公娶晋太子申生的姊姊穆姬为妻。秦穆公三十九年（前621年），秦穆公死，安葬於雍（今陕西凤翔东南），殉葬的人數達一百七十七人，秦穆公雖是明主，但殉葬之舉卻導致秦國人才大量凋零，《左传》文公六年曾这样记载“秦伯任好卒，以子车氏三子奄息、仲行、针虎为殉，皆秦之良也，国人哀之，为之赋《黄鸟》。”

## 家庭
妻
- 穆姬，穆姬，晉獻公與齊姜的女兒，晉獻公太子申生的姊姊。

子
- 秦康公（？－前609年），名罃，是秦穆公和夫人穆姬所生之子。
- 公子弘，秦康公的弟弟，是秦穆公和夫人穆姬所生之子。

女
- 簡璧，秦康公的妹妹，夫人穆姬所生。
- 文嬴，嫁給晉文公。
- 懷嬴，原本嫁給晉懷公，後來跟著文嬴一起嫁給晉文公。
- 弄玉，嫁給蕭史。

## 攻打西戎

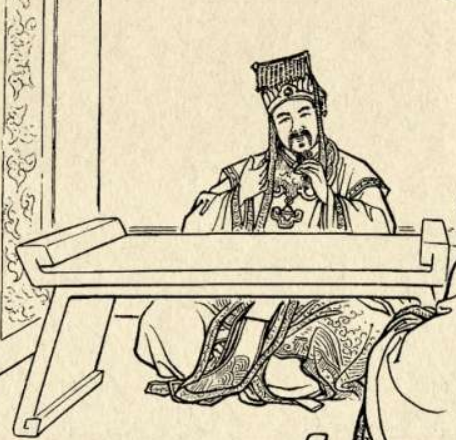
连环画《五羊皮》中的秦穆公画像

當时隴西及隴東一帶秦生活著一些或與先秦華夏同源向的羌人戎狄部落和小国，如陇山以西有昆戎、绵诸、翟，泾北有义渠、乌氏、朐衍之戎、有大荔之戎，渭南有陆浑之戎。他们生产落后，披发衣皮，各有君长，不相统一。他们常常突袭秦的边地，抢掠粮食、牲畜，掳夺子女，给秦人造成很大的苦难。
秦穆公向西发展，采取了比较谨慎的策略，先强后弱，次第征服。当时，西戎诸部落中较强的是绵诸（在今甘肃天水市东）、义渠（在今甘肃宁县北）和大荔（今陕西大荔东）。其中，绵诸有王，住地在秦的隴西故土附近，与秦疆土相接。
正好，绵诸王听说秦穆公贤能，派了由余出使秦国。秦穆公隆重接待由余，向他展示秦国壮丽的宫室和丰裕的积储，向他了解西戎的地形、兵势。又用内史廖的策略，挽留由余在秦居住。同时，给绵诸王送去女乐二八。动听美妙的秦国音乐舞蹈，使戎王大享眼耳之福。他终日饮酒享乐，不理政事，国内大批牛马死亡，也不加过问。等到绵诸国内政事一塌糊涂，秦穆公这才让由余回国。由余的劝谏，受到戎王的拒绝。在秦人的规劝下，由余终於归向秦国。秦穆公以宾客之礼接待由余，和他讨论突袭西方戎人邦國的策略。
穆公三十七年（前623年），秦军出征西戎，以迅雷不及掩耳之势，包围了绵诸，在酒樽之下活捉了绵诸王。秦穆公乘胜前进，十多个戎狄小国先后归服了秦国。秦国辟地千里，国界南至秦岭，西达狄道（今甘肃临洮），北至朐衍戎（今宁夏盐池），东到黄河，史称「秦穆公霸西戎」。周襄王派遣召公过带了金鼓送给秦穆公，以表示祝贺。

## 評價
呂思勉《先秦史：呂思勉先生所著的四部斷代史之一》：繆公之成霸業，一由能廣用異國之材，一由能悔過，不尚血氣之勇。其大功，則不在於勝晉，而實在於伐戎，以伐晉不過報怨，伐戎實有闢土之益也。然非殽戰喪敗，或亦不克致此，禍福倚伏，事之利害，誠有難言者矣。

## 影視作品
- 《東周列國·春秋篇》由譚宗堯飾演。
- 《重耳傳奇》由林永健飾演。